# Каналья (Сардиния)
Каналья (итал. Canaglia) — микрорайон (фракция) муниципалитета Сассари. 
Расположен на территории Нурры, на северо-западе Сардинии, , недалеко от деревень Бьянкаредду и Ла-Педрайя, примерно в 37 километрах от Сассари, на высоте 125 м над уровнем моря.
Проживают 14 жителей. 
Приходская церковь Санта-Барбара.
Каналья расположена вблизи шоссе SP 4. 

## библиография
- Manlio Brigaglia, Salvatore Tola (a cura di), Dizionario storico-geografico dei Comuni della Sardegna, 4 (O-S) alla voce Sassari, Sassari, Carlo Delfino editore, 2006, ISBN 88-7138-430-X.